# Kutry trałowe typu Ham
Kutry trałowe typu Ham – seria 93 brytyjskich przybrzeżnych kutrów trałowych zbudowanych w latach 1954-59 w trzech podobnych seriach. Typ Ham został zaprojektowany uwzględniając wszystkie wojenne i powojenne doświadczenia związane z eksploatacją tego rodzaju jednostek. Niewielkie zanurzenie okrętów pozwalało im działać na wodach przybrzeżnych i w estuariach. Początkowo okręty w tej serii miały nosić nazwy insektów poprzedzone nazwą koloru, ale ostatecznie otrzymały nazwy miejscowości i wiosek angielskich kończących się na litery „ham”.
Pierwsza seria jednostek typu Ham, 26 jednostek, miała kadłuby o konstrukcji mieszanej z mahoniu i metali nieżelaznych, pozostałe jednostki miały kadłuby drewniane.
Dwie ze zbudowanych jednostek, HMS „Bisham” i HMS „Edingham” spłonęły w pożarach.

## Lista okrętów
- HMS „Abbotsham” (IMS87)
- HMS „Altham” (IMS02)
- HMS „Arlingham” (IMS03)
- HMS „Asheldham” (IMS04)
- HMS „Bassingham” (IMS05)
- HMS „Bedham” (IMS06)
- HMS „Birdham” (IMS85)
- HMS „Bisham” (IMS07)
- HMS „Blunham” (IMS08)
- HMS „Bodenham” (IMS09)
- HMS „Boreham” (IMS10)
- HMS „Bottisham” (IMS11)
- HMS „Brantingham” (IMS12)
- HMS „Brigham” (IMS13)
- HMS „Bucklesham” (IMS14)
- HMS „Cardingham” (IMS15)
- HMS „Chelsham” (IMS16)
- HMS „Chillingham” (IMS17)
- HMS „Cobham” (IMS18)
- HMS „Cranham” (IMS19)
- HMS „Damerham” (IMS31)
- HMS „Darsham” (IMS21)
- HMS „Davenham” (IMS22)
- HMS „Dittisham” (IMS23)
- HMS „Downham” (IMS24)
- HMS „Edlingham” (IMS25)
- HMS „Elsenham” (IMS26)
- HMS „Etchingham” (IMS27)
- HMS „Everingham” (IMS28)
- HMS „Felmersham” (IMS29)
- HMS „Flintham” (IMS30)
- HMS „Fordham” (IMS54)
- HMS „Frettenham” (IMS20)
- HMS „Fritham” (IMS32)
- HMS „Georgeham” (IMS88)
- HMS „Glentham” (IMS33)
- HMS „Greetham” (IMS34)
- HMS „Halsham” (IMS35)
- HMS „Harpham” (IMS36)
- HMS „Haversham” (IMS37)
- HMS „Hildersham” (IMS42)
- HMS „Hovingham” (IMS39)
- HMS „Inglesham” (IMS01)
- HMS „Isham” (IMS40)
- HMS „Kingham” (IMS41)
- HMS „Lasham” (IMS38)
- HMS „Ledsham” (IMS43)
- HMS „Littleham” (IMS44)
- HMS „Ludham” (IMS45)
- HMS „Malham” (IMS89)
- HMS „Mersham” (IMS46)
- HMS „Mickleham” (IMS47)
- HMS „Mileham” (IMS48)
- HMS „Neasham” (IMS49)
- HMS „Nettleham” (IMS50)
- HMS „Ockham” (IMS51)
- HMS „Odiham” (IMS83)
- HMS „Ottringham” (IMS52)
- HMS „Pagham” (IMS53)
- HMS „Petersham” (IMS55)
- HMS „Pineham” (IMS56)
- HMS „Polsham” (IMS92)
- HMS „Popham” (IMS82)
- HMS „Portisham” (IMS81)
- HMS „Powderham” (IMS57) (później HMS „Waterwitch”)
- HMS „Pulham” (IMS58)
- HMS „Puttenham” (IMS84)
- HMS „Rackham” (IMS59)
- HMS „Rampisham” (IMS86)
- HMS „Reedham” (IMS60)
- HMS „Rendlesham” (IMS61)
- HMS „Riplingham” (IMS62)
- HMS „Sandringham” (IMS91)
- HMS „Saxlingham” (IMS64)
- HMS „Shipham” (IMS63)
- HMS „Shrivenham” (IMS65)
- HMS „Sidlesham” (IMS66)
- HMS „Sparham” (IMS68)
- HMS „Stedham” (IMS67)
- HMS „Sulham” (IMS69)
- HMS „Thakeham” (IMS70)
- HMS „Thatcham” (IMS90)
- HMS „Thornham”
- HMS „Tibenham” (IMS71)
- HMS „Tongham” (IMS72)
- HMS „Tresham” (IMS73)
- HMS „Warmingham” (IMS74)
- HMS „Wexham” (IMS75)
- HMS „Whippingham” (IMS76)
- HMS „Wintringham” (IMS77)
- HMS „Woldingham” (IMS78)
- HMS „Wrentham” (IMS79)
- HMS „Yaxham” (IMS80) (później HMS „Woodlark”)